# Anthodioctes ayalai
Anthodioctes ayalai är en biart som beskrevs av Urban 2002. Anthodioctes ayalai ingår i släktet Anthodioctes och familjen buksamlarbin. Inga underarter finns listade i Catalogue of Life.